# Arsène Mersch
Arsène Mersch (Koerich, 14 de desembre de 1913 - Koerich, 12 de juliol de 1980) va ser un ciclista luxemburguès que fou professional entre 1935 i 1940, aconseguint 13 victòries en aquests anys.
El seu germà Josy també fou ciclista professional de 1934 a 1936.

## Palmarès
- 1934
  - 1r al Gran Premi François-Faber
- 1935
  -  Campió de Luxemburg en ruta
  - Vencedor d'una etapa de la Volta a Catalunya
- 1936
  -  Campió de Luxemburg de ciclo-cross
  - Vencedor d'una etapa del Tour de França
  - Vencedor d'una etapa de la Volta a Bèlgica
- 1938
  -  Campió de Luxemburg de ciclo-cross
  - 1r del Critèrium de Cannes
  - 1r del Circuit Marco Cremonese
  - Vencedor d'una etapa de la Volta a Suïssa
- 1939
  -  Campió de Luxemburg en ruta
  -  Campió de Luxemburg de ciclo-cross
  - Vencedor d'una etapa de la Volta a Suïssa
- 1940
  - 1 victòria en ciclo-cross

### Resultats al Tour de França
- 1936. 5è de la classificació general i vencedor d'una etapa
- 1937. 27è de la classificació general
- 1938. 32è de la classificació general
- 1939. Abandona (8a etapa)